# ادوارد یوئپره
ادوارد یوئپره (استونیایی: Eduard Jõepere) بازیکن فوتبال اهل استونی بود.
وی همچنین در تیم ملی فوتبال استونی بازی کرده‌است.